# Cordia macrantha
Cordia macrantha là loài thực vật có hoa trong họ Mồ hôi. Loài này được Chodat mô tả khoa học đầu tiên năm 1920 publ. 1921.